# Place du Général-Beuret
Pour les articles homonymes, voir Général Beuret et Beuret.
La place du Général-Beuret est une voie située dans le quartier Necker et le quartier Saint-Lambert du 15e arrondissement de Paris.

## Situation et accès
La place du Général-Beuret est desservie par la ligne 12 à la station Vaugirard.

## Origine du nom

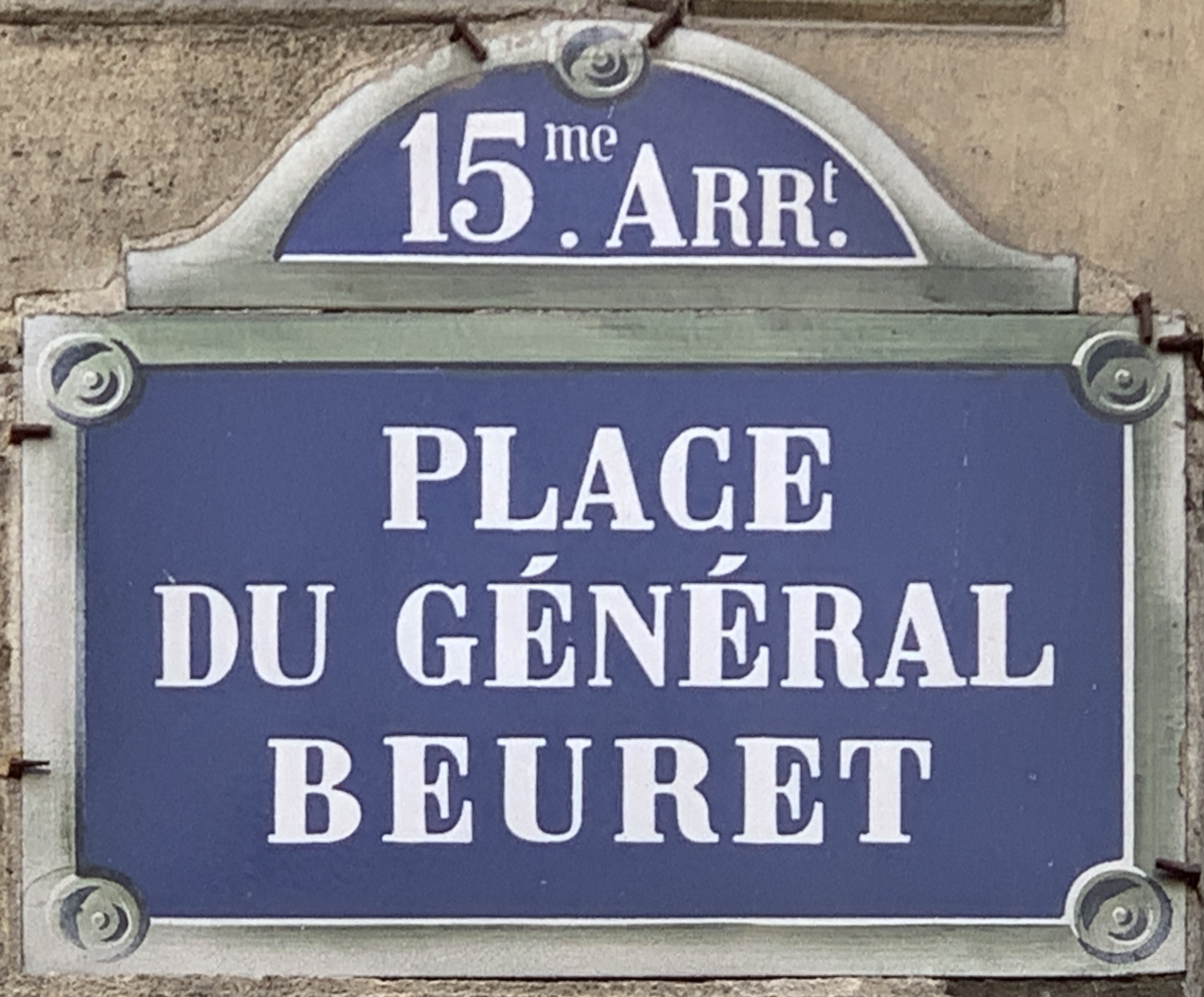
Plaque de la place.

Cette place prend son nom en raison de sa proximité avec la rue du Général-Beuret, du nom de Georges Beuret (né en 1803), général de brigade français tué à la bataille de Montebello en 1859.

## Historique
Cette place est créée et prend son nom actuel en 1907 sur une partie des rues du Général-Beuret, Blomet et Cambronne, voies de l'ancienne commune de Vaugirard.

## Bâtiments remarquables et lieux de mémoire
- Au no 9[1] vécut l'écrivain argentin Julio Cortázar. Dans la pharmacie au rez-de-chaussée de l'immeuble, Marcel Duchamp acheta l'ampoule pharmaceutique pour son ready-made Air de Paris[2].